# An-Nàssir (abbàssida)
Abu-l-Abbàs Àhmad an-Nàssir li-din-Al·lah (àrab: أبو العباس أحمد الناصر لدين الله, Abū l-ʿAbbās Aḥmad an-Nāsir li-dīn Allāh), més conegut per la primera part del seu làqab com a an-Nàssir (Bagdad, 6 d'agost de 1158 - ?, 5 d'octubre de 1225), califa abbàssida de Bagdad (1180-1225). El seu làqab an-Nàssir li-din-Al·lah significa, literalment, ‘el Vencedor per la religió de Déu’. Era fill d'al-Mústadi, a qui va succeir en morir el 27 o 30 de març de 1180. La mare era Zumúrrud Khatun, una esclava turca.

## Biografia
El 1183/1184 Takrit i Irbil es van sotmetre voluntàriament als aiúbides. El 1186 Saladí ocupava Mossul i avançava fins a 200 km de Bagdad. Inicialment la política del califa va anar orientada a desfer-se dels seljúcides que havien exercit la tutela sobre el califat i el 1187 va ordenar destruir el palau dels seljúcides a Bagdad, símbol de la seva dominació. El 1189-1191 Saladí, el sultà aiúbida, estava ocupat pel setge d'Acre i el califa va aprofitar per estendre el seu domini pel Diyarbakır i la Jazira: el 1189 el califa entrava a Takrit (lloc de naixement de Saladí); després va seguir amb algunes places menor a l'Eufrates. El 1190 Saladí concedia la investidura en feu del territori dels Banu Kiddjak, adjacent al domini del califat, a Muzaffar al-Din Gokburi, emir begtegínida d'Irbil. Després de la mort de Saladí el 1193 la cooperació del califat i els aiúbides en la lluita contra els croats va deixar d'estar a l'agenda.
An-Nàssir va fer aliança amb Tekish de Coràsmia, al qual considerava el principal enemic dels seljúcides. Amb el seu ajut va poder liquidar la dinastia gran seljúcida fent matar el darrer príncep Toghrul III ibn Arslan Shah (1174–1194) el 25 de març de 1194. Després les relacions amb Tekish van entrar en crisi i an-Nàssir va buscar l'ajut dels gúrides. El germà de Tekish, Sultan Shah, havia mort el 1193 i Tekish havia esdevingut senyor absolut de la regió al sud de la mar d'Aral fins a Merv al Khurasan, mort Toghrul III es va considerar com a hereu dels seljúcides. Va disputar al califat la província persa del Jibal, de manera que el califa només va adquirir el Khuzestan i encara més tard el va haver de cedir a Coràsmia. El conflicte amb Tekish fou de gran complexitat jurídica i va tenir el seu punt culminant després de la mort de Tekish el 1200. An-Nàssir es va enfrontar llavors amb Muhàmmad Alà-ad-Din de Coràsmia, el qual, en un to dur, exigia la lectura del seu nom a la khutba de Bagdad. Els gúrides van combatre Coràsmia en nom del califa i els kara-khitai, no musulmans, finalment s'hi van aliar perquè eren l'estat més fort militarment. Muhàmmad governava del Yaxartes al golf d'Oman i de la mar Càspia a l'Indus i es proclamava "segon Alexandre" posant en qüestió la legitimat del califa. Va declarar deposat al califa per mitjà d'una fàtua i va nomenar al seu lloc un xiïta de Tirmidh descendent directe d'al-Husayn ibn Alí ibn Abi-Tàlib, el nom del qual, Ala al-Mulk, fou gravat a les monedes i llegit a la khutba. An-Nàssir el considerava el seu pitjor enemic que volia erigir-se en un campió de l'islam contra els mongols pagans i cridava a la guerra santa. Muhàmmad de Coràsmia va amenaçar el 1217 amb un atac a Bagdad a l'hivern del 1218 al 1219, però finalment les tropes es van retirar cap al Khurasan i Transoxiana. Muhàmmad va declarar "mort" al califa i així ho va fer llegir a la khutba. El califa sembla que havia sol·licitat al catolicós nestorià que fes una gestió per obtenir l'ajut del "rei Davids misteriós" (que era Genguis Kan). Muhàmmad va morir en la guerra contra els mongols el 1220 però el seu fill Djalal al-Din Manguberti, tot i que al final del 1221 va haver de fugir cap a l'Índia, va mantenir les pretensions paternes sobre el califat. Quan el 1221/1222 semblava imminent un atac mongol a l'Iraq, el califa va aconseguir l'aliança dels emirs d'Irbil i Mossul però al darrer moment Genguis Kan va girar cap a l'est.
El 1218 quan els croats van atacar Damiata, An-Nàssir va rebutjar la petició d'ajut dels aiúbides, però el 1219 va convocar els governador locals per ajudar al-Malik al-Àfdal ibn Salah-ad-Din. El 1221 el califa, amenaçat pels mongols que avançaven des del Khurasan, va demanar ajut a al-Àixraf ibn al-Àdil de la Jazira i Diyar bakr (1201-1229) i després de Damasc (1229-1237). Al-Àixraf havia enviat totes les seves forces a Egipte en ajut del seu germà al-Kamil que van acabar derrotant els croats (els van envoltar i van haver de comprar la seva retirada contra l'abandonament de Damiata) i no hi va poder fer res, ja que no disposava de més mitjans.
Quan Jalal al-Din Manguberti va refer el seu poder a Pèrsia (1224) no va tardar a presentar-se a l'Iraq (1225) arribant fins a 200 km de Bagdad, però sense atacar. Aquest any va morir an-Nàssir, el 2 d'octubre, i el va succeir el seu fill adh-Dhàhir.